# Крейг Ръсел
Крейг Ръсел (на английски: Craig Russell) е британски писател на бестселъри в жанра криминален трилър.

## Биография и творчество
Крейг Ръсел е роден през 1956 г. в област Файф, Шотландия.
Първоначално работи като полицай, а след това 12 години е работил в областта на рекламата като копирайтър и творчески директор. През 1990 г. става писател на свободна практика. Започва да пише романи през 2004 г.
През 2005 г. излиза първият трилър „Мръсният Хамбург“ от поредицата „Ян Рабел“. Романите му от поредицата за детектива (главен комисар) Ян Рабел, с място на действие град Хамбург, са били вдъхновени от неговия дългогодишен интерес към езика (той говори свободно немски), културата и хората на Германия, и нейната следвоенна история. В книгите от серията са включени различни исторически или митологични теми.
За произведенията си от поредицата, заради повишаването на обществената информираност за работата на полицията в Хамбург, през февруари 2007 г. той е удостоен с престижното отличие „Polizeistern“ (Полицейска звезда) на полицията на Хамбург, която е давана само на германци, и освен това е обявен за почетен член на полицията. Произведенията от тази поредица са преведени на над 23 езика по целия свят.
През 2010 г. трилърът „Братът Грим“ е екранизиран с участието на Петер Лохмайер и Лиза Потхоф, а през 2012 г. „Мръсният Хамбург“ с Нуман Акар, Стефан Бисмайер, и Гунда Еберт.
През 2009 г. е издаден първият трилър „Lennox“ от другата му поредица „ноар“ за частния детектив Ленъкс. Романите са с място и време на действие в Глазгоу през 50-те години, и са вдъхновени от очарованието на писателя за периода и уникалния характер на града.
През 2008 г. писателят е удостоен с отличието „Камата на библиотекаря“ на Асоциацията на писателите на трилъри.
Крейг Ръсел живее със съпругата си и двете си деца в Пъртшир, Шотландия.

## Произведения

### Серия „Ян Фабел“ (Jan Fabel)
1. Blood Eagle (2005)
Мръсният Хамбург, изд.: ИК „Бард“, София (2005), прев. Емилия Масларова
2. Brother Grimm (2006)
Братът Грим, изд.: ИК „Бард“, София (2008), прев. Роза Григорова
3. Eternal (2007)
4. The Carnival Master (2008)
5. The Valkyrie Song (2009)
6. A Fear of Dark Water (2010)

### Серия „Ленъкс“ (Lennox)
1. Lennox (2009)
2. The Long Glasgow Kiss (2010)
3. The Deep Dark Sleep (2011)
4. Dead Men and Broken Hearts (2012)

### Филмография
- 2010 Wolfsfährte (Brother Grimm)
- 2012 Blutadler (Blood Eagle)